# 石嶺和彦
石嶺 和彦（いしみね かずひこ、1961年1月10日 - ）は、沖縄県那覇市出身の元プロ野球選手（外野手、捕手、指名打者。右投右打）、プロ野球コーチ、野球解説者。愛称は「サッサ」。
現役時代は特に1986年から1993年にかけて阪急ブレーブスの強打の指名打者として、ブーマー・ウェルズ、藤井康雄と共にブルーサンダー打線の中心選手として活躍した。

## 経歴

### アマチュア時代
沖縄県那覇市出身。小学校5年の時に、神原カープという少年野球チームで本格的に野球を始めた。投球動作がコンパクトだったため捕手として起用されたが、投手に憧れていたという。小学校6年の時にチームは沖縄県大会で準優勝し、石嶺も捕手として注目されるようになった。
豊見城高校では栽弘義監督のもとで猛練習を積み、1977年には下地勝治をエースとして擁するチームで2年生ながら四番打者を務め、選抜大会に出場した。同大会では優勝した箕島高校と2回戦で対戦し、0対10で敗れている。夏の選手権ではベスト8まで進んだものの、松本正志や宮本賢治を擁する東洋大姫路高校に3対8で敗れた。
3年になると神里昌二（神里和毅の父）とバッテリーを組む。春の選抜大会は1回戦で敗れたものの、夏の選手権では和田豊を擁する我孫子高校を初戦で延長の末に破ると再びベスト8に進出。石嶺自身は甲子園初の本塁打を放つも、岡山東商に5対6で惜敗した。大会後はスカウトが自宅を訪れるようになり、最終的にはヤクルトを除く11球団のスカウトが来たという。一方で、試合中の死球が原因で高校時代から左ひざ半月板がたまにズレるようになっていた。
結局、1978年のドラフト会議では阪急ブレーブスと広島東洋カープから2位で指名され、抽選により阪急に交渉権が与えられた。しかし栽は早くから神里とともに社会人野球のプリンスホテルへ入ることを勧めており、また石嶺自身や両親は東芝か日本石油に進んでヒザを治療することを希望していた。栽の希望を無碍にできないため進路はなかなか決まらなかったが、沖縄県出身の砂川恵玄が栽を説得したこともあって12月に阪急入りが決まっている。契約金および年俸はそれぞれ2,500万円、240万円（いずれも推定）で、同年の高卒選手では最高の金額だった。

### プロ野球選手時代

#### 阪急時代
入団当時は身長174cm、体重70kgしかなく、キャンプで福本豊や簑田浩二、ボビー・マルカーノらの強烈な打球を見て自分が貧弱に思えたという。しかしシーズンに入るとウエスタン・リーグで安定した打撃を見せ、105打数33安打で打率.314、3本塁打と有望な成績を残した。しかし左ヒザをかばうためワンバウンドのボールを捕ることが難しく、守備面が課題とされた。そして10月の秋季キャンプで空振りをした際に半月板が外れ、マッサージなどで回復しなかったため12月に手術を受けている。
2年目の1980年は2月に退院し、元には戻らない半月板を支えるため周辺の筋肉を鍛え続けた。ウエスタン・リーグではヒザに負担をかけないよう代打を中心に起用され、82打数21安打で打率は.256に低下したものの本塁打は4本に増加し、長距離砲としての片鱗を見せている。翌1981年は広島とのオープン戦で7点リードされた9回裏に代打として出場し、この打席で四球を選ぶと打者一巡の猛攻が始まり、同じ回の次打席でライナー性のサヨナラ3ラン本塁打を放った。これを契機に同年から監督に就任した上田利治にパンチ力を評価され、中沢伸二や笹本信二、片岡新之介、河村健一郎に次ぐ異例の五番手捕手として開幕一軍入りを果たしている。同年は36試合に出場して打率.214を記録し、捕手として15試合出場した。
1982年は66試合に出場し、前年を上回る打率.250、4本塁打を記録した。同年途中で笹本が巨人にトレードされ、中沢は年齢のため山田久志の専属捕手になりつつあったため、1983年は捕手としてスタメンで出場する機会が増えている。しかし出場機会の増加とともに左ヒザへの負担が大きくなり、炎症が頻繁に起きるようになった。シーズン中盤からはトレーナーと相談して出場の可否を決めるようになったが、全力でプレーができないことに嫌気が差して8月26日のナゴヤ球場での対近鉄戦に強行出場した。試合中から痛みが悪化し、翌日には歩くこともできなくなって同年は一軍に復帰できず、これを契機に藤田浩雅が一軍の捕手に定着している。
リハビリを終えて迎えた1984年のシーズンからは外野手に転向したが、小学生時代からずっと捕手を辞めたかったため石嶺自身は嬉しかったという。一方で当時の阪急は中堅手・福本、右翼手・簑田のレギュラーが固定され、左翼手を山森雅文と吉沢俊幸、小林晋哉の三人が争っており、選手層が厚かった。このため石嶺の昇格は難しかったが、6月に簑田が手首を痛め、開幕戦で頭部死球を受けた指名打者の水谷実雄の不振が続いたため、6月中旬に一軍に登録された。同年後半は指名打者での出場が増えたが、成績は打率.240、6本塁打にとどまっている。この年の日本シリーズでは代打として第6戦以外全てに出場し6打数2安打の内容だったが、第7戦では山根和夫に遊ゴロに打ち取られて最後の打者となっている。
1985年はジョー・ヒックスが開幕から指名打者として起用され、石嶺は代打を務めた。同年の代打としての成績は35打数13安打で打率.371、さらにパ・リーグトップの14打点とパ・リーグタイ記録となる6本の代打本塁打を記録している。9月には打率が2割台前半だったヒックスに変えて指名打者として起用されたが、シーズン代打本塁打の日本記録を達成させるため、しばらくは当て馬の選手の代打として起用された。同年は指名打者としては77打数23安打で打率.299の成績を残し、シーズン通算では規定打席には到達しなかったものの初めて打率が3割を超えた。
上田は前年の内容を見て1986年は石嶺を指名打者で起用する事を決め、野手のヒックスに代わる外国人選手として投手のアニマル・レスリーを獲得している。開幕戦には6番・指名打者として先発出場したものの、その後しばらく打撃が低迷したため4月中は小林との併用が続いたが、小林も打撃の調子が上がらなかった。1試合の中で結果を出せば良いと考えて落ち着きを取り戻すと石嶺の打撃は復調し、4月29日の対ロッテ戦から連続出塁が始まり、初めて4番に座った7月26日の対ロッテ戦の第2打席で本塁打を放って当時の日本新記録となる56試合連続出塁を達成した。同年は西宮球場での試合が終わると必ず朝まで飲み歩いて昼まで眠るような生活を続けたが、オールスターゲーム出場も果たし、打率.300、33本塁打、96打点の活躍で初の最優秀指名打者に輝いている。しかしシーズン中の不摂生がたたり、オフの10月28日にプロ野球ニュースのパーティーに参加した後も朝まで飲み明かして病院で再検査を受けたところ、肝炎が発覚して一ヶ月間の安静を余儀なくされた。
翌1987年の1月末まで安静を要する状態が続き、この間は病院とアパートの往復に終始した。2月に入ると散歩からジョギング、ウエイトトレーニング、ティーバッティングへと徐々に練習内容を進めていったが、練習時間は一日30分程度に制限されていた。石嶺自身は不安を感じなかったが、上田監督はシーズン中のスタミナ不足を懸念して新人・藤井康雄の指名打者での起用を検討していたという。しかし5番・指名打者として迎えた4月10日の南海との開幕戦の第1打席で山内孝徳から二塁打を放つと、4月の成績が打率.450、6本塁打という非常に好調なスタートを切った。西宮での試合前には必ず500mlの点滴を打っていたため、新聞紙上では「点滴パワー」という見出しを付けられたという。さらに5月14日にはパ・リーグの打撃3部門で全てトップに立ち、6月には打率.316、5本塁打、12打点の活躍で初の月間MVPに選ばれている。同年のオールスターゲームでは第1戦と第2戦でパ・リーグの4番を務め、さらに第3戦では本塁打を含む猛打賞を記録するなど、3戦合計で12打数6安打3打点の成績を残した。また、9月2日の対西武戦から9月10日の対近鉄戦にかけて、パ・リーグ史上5人目のタイ記録となる6試合連続本塁打を達成している。同年は最終的に前年を上回る打率.317、34本塁打、91打点の成績で2年連続のベストナインに選出され、オフの11月には全日空の客室乗務員の女性と結婚した。
1988年は4番・指名打者として開幕戦を迎えた。同年の8月14日の対ロッテ戦から1995年まで続く連続試合出場が始まっている。打撃三部門のシーズン成績は前年より低下したものの、チームトップの22本塁打を放ち、76打点は松永浩美の77打点に次ぐチーム2位の数字だった。同年オフに阪急ブレーブスはオリックスに買収されてオリックスブレーブスとなり、また南海ホークスもダイエーに買収されて大阪市から福岡市に本拠地を移転している。このホークス移転の影響を受けて門田博光がブレーブスにトレードで移籍し、翌年から石嶺と指名打者で併用される事になった。なお門田は入団に伴い、「石嶺に迷惑をかけないよう年間100試合は外野守備に就く」と宣言している。

#### オリックス時代
1989年のキャンプが始まると、41歳の大ベテランでアキレス腱切断の後遺症の残る門田が外野を100試合も務めるのは難しい、と石嶺は考え、シーズン中の守備による膝への負担を軽くするため体重を80kgから70kgまで減らし、守備練習にも積極的に取り組んだ。同年は試合直前に門田が自身の守備の可否を決定して石嶺がそれに合わせる方針が取られ、石嶺の指名打者と左翼手での先発回数はそれぞれ65回と63回でポジションが一定しなかった。この事によって集中力を削がれ、また大幅な減量も影響し、同年はブルーサンダー打線の中で本塁打、打点ともにチーム4位の成績に終わった。
1990年は前年の反省を踏まえて、門田と指名打者の座を争わずに左翼手として出場する意思を固め、体重も80kgに戻した。シーズンに入ると4月11日の福岡ダイエーホークス戦で井上祐二からサヨナラ本塁打を放つも、4月26日の対西武戦から4月30日の対近鉄戦にかけて、パ・リーグ歴代2位タイの4試合連続併殺打を記録したものの、オレステス・デストラーデや清原和博とシーズン終盤まで最多本塁打のタイトルを争う活躍を見せている。また3年ぶりにオールスターゲームには2試合ともパ・リーグの5番打者として先発出場し、第2戦では本塁打を含む2安打2打点の成績を残した。最終的には初の打撃タイトルとなる打点王を獲得し、外野手としてベストナインに選出された。また、123試合に左翼手として先発した守備ではリーグ最多の補殺14を記録している。
1991年は門田がダイエーに移籍したため、再び指名打者を務めた。7月には打率.338、6本塁打、21打点の活躍で2度目の月間MVPを受賞している。同年のオールスターゲームでは途中出場ながら2試合とも4番に入り、2試合で3打数1安打だった。広いグリーンスタジアム神戸に本拠地が移転した影響もあってか前年より成績は落ちたものの、チームトップの85打点を記録している。なお、同年オフにはトレードを志願する発言があったという。1992年はいずれも高橋智に次ぐチーム2位の18本塁打、68打点の成績を残した。
1993年は打撃三部門の成績がいずれも前年より上がり、ともに藤井康雄に次ぐチーム2位の24本塁打、77打点の成績を残している。9月8日の西武戦では潮崎哲也からサヨナラ2塁打を放った。また、同年よりNPBに導入されたFAの権利を取得し、松永浩美、駒田徳広に続くNPB史上3例目のケースとして、11月7日にその行使を宣言した。数年前から他球団でのプレーを希望しており、獲得する球団があるか不安だが悔いを残したくない、と語っている。オリックス以外の球団との交渉が解禁された11月28日には、落合博満の移籍が濃厚な中日球団代表の伊藤一正や、平野謙が退団した西武監督の森祇晶と会談した。両球団ともに年俸はFA規約の上限となる前年比1．5倍の1億200万円（推定）を提示し、西武からは左翼手・クリーンナップでの起用を明言されたという。また、中日からは名古屋の住宅の提供と引退後に中日グループで評論家として便宜を図ること、西武からは関東地方への転居のために支度金3,000万円の提供がそれぞれ約束された。11月30日には松永とジム・パチョレックの抜けた打線を強化したい阪神タイガース監督の中村勝広や球団社長の三好一彦と会談し、同じく年俸1億200万円と外野手・クリーンナップとしての起用を約束された。12月1日には沖縄県で栽弘義にも相談し、15年住んで宝塚市に自宅も買った関西から離れ難く、阪神ファンの熱烈な応援に惹かれた事から12月2日に阪神への入団を決めている。なお、この入団で阪神では初めて年俸が1億円を超える選手となった。またオリックスは石嶺の背番号3を1997年にクリス・ドネルスが入団するまで欠番にしている。

#### 阪神時代
1994年は主に5番・左翼手として出場したが、試合終盤にはかつて阪急～オリックスでも同僚だった南牟礼豊蔵が代走や守備固めとして交代する事が多かった。同年は全試合出場し、打率は2割5分を切りながらチームトップの77打点を記録し、17本塁打で10年連続二桁本塁打を達成している。しかし天然芝が本拠地の甲子園であったが広い球場故、外野守備から古傷の膝の状態が悪くなりそれが成績低迷にも繋がっていた。翌1995年は成績が下降し、7月12日の対広島戦をもって、当時としてはNPB歴代4位となる894試合で連続試合出場記録が止まった。同年は9月8日の対横浜戦が最後の先発出場となり、9本塁打、33打点とシーズン成績は振るわなかった。
翌1996年は4番・左翼手としてスタメンで開幕を迎えたものの前年よりさらに成績を落とし、シーズン途中からはこの年オリックスから移籍してきた平塚克洋がレギュラーとなった。10月5日の対横浜戦の出場を最後に現役を引退した。

### 引退後
引退後は1997年から2003年まで、7年間毎日放送・スポーツニッポンの野球解説者を務めた。
2004年、中日監督に就任した落合博満から現役時代の内角打ちを評価しており、電話にてコーチ要請した当日、オリックス・ブルーウェーブからもコーチ要請を受けており、ゼネラルマネージャーの中村勝広とこの日の午後会う予定にしていた。落合からは中日の条件提示を中村に伝えるよう言ったところ、中村から中日へ行くよう伝えられ、打撃コーチとして入団。2011年に落合が退任するまで一貫して在籍したが、チームの高齢化と若手の伸び悩みで、2011年には打率と得点でともに12球団ワーストになった。
2012年は横浜DeNAベイスターズ一軍打撃コーチを務めた。しかし、打率が12球団ワーストになった。
2013年からは親交がある森脇浩司が監督を務める、オリックス・バファローズの一軍打撃コーチを担当する。しかし、チーム打率.256、513得点でともにリーグワーストと低迷。また、T-岡田には熱心に打撃指導をしたが大きく成績を落としてしまう結果となった。同年10月14日に球団から来季の契約を結ばない事が発表された。
2014年は韓国プロ野球の独立球団である高陽ワンダーズの打撃兼守備コーチを務めたが、同球団はKBOとの運営方針の違いを理由に活動停止を発表し、同年限りで解散となった。
2015年は韓国プロ野球・新球団のKTウィズの一軍打撃コーチを務める。同年4月15日、チームの成績不振と極度の打撃不振により二軍打撃コーチに配置転換となった。なお、その後はチームの打撃が上向きとなり、6月には3試合で合計11本塁打33得点を記録するなど打撃面は大きく調子を上げた。同年限りで退団した。
2016年2月エナジック硬式野球部の助監督に就任、5月からは監督を務めている。また、沖縄県で開催のプロ野球オープン戦・公式戦を琉球放送がテレビまたはラジオのいずれかで自社制作で中継する際には、解説者として出演することがある。

## 選手としての特徴

### 打撃
入団当初から長打力を評価され、10年連続二桁本塁打の記録を残している。また、チャンスに非常に強いと評価されていた。バッティングに正解はなく、体型や筋力に応じてそれぞれ適切な打撃フォームがあり、一番振りやすい形がベストだという持論を持っている。
体をうまく回転させて強打する内角打ちについて評価が高かったが、特に意識して練習したわけではなく自然に身についたという。インコースの球は体の前方で打て、という一般論についてはファウルになりやすいとして否定的で、むしろグリップエンドがヘッドより前にある位置まで引きつけて捕らえ、そこから体を回転させる感覚で打つのが良いと語っている。自身は真ん中からやや内角寄りのコースが好きで、また内角なら多少ボール気味でもレフト線に打球を飛ばせるという感覚があった。内角へのシュートを遠慮しながら投げてくる投手は特に得意だったという。一方で、プロで通用するためには得手不得手に関わらず実際に投げてくるボールへの対応が重要だとし、相手投手の持ち球や試合状況によって配球を考えていた。

### 守備・走塁
ヒザの故障の影響もあって守備は必ずしもうまくはなかったが、捕手の経験を活かしたコンパクトなモーションの送球はコントロールとスピードに定評があった。補殺のプレーを好み、1990年にはパ・リーグ最多の14個を記録してうち8個が本塁でのものだった。
通算盗塁数はわずか13盗塁だが、通算1065盗塁の福本豊が1度しか成功していないホームスチールを2度成功させている。

### 指名打者として
指名打者として起用された試合では、味方の守備時はロッカールームでセ・リーグのプロ野球中継を見たり新聞記者と雑談したりして過ごし、自分の打順が回る頃にベンチに戻っていた。このようなスタイルは、指名打者を務める日本人選手の多くが守備時の集中力の維持に苦しんでいた昭和50年代のパ・リーグでは異例のスタイルだった。1983年のヒザの故障を経て指名打者としての出場が増えたこともあり、自身は打撃に専念することに対して前向きだったという。

## 詳細情報

### 年度別打撃成績
| 年 度      | 球 団           | 試 合 | 打 席 | 打 数 | 得 点 | 安 打 | 二 塁 打 | 三 塁 打 | 本 塁 打 | 塁 打 | 打 点 | 盗 塁 | 盗 塁 死 | 犠 打 | 犠 飛 | 四 球 | 敬 遠 | 死 球 | 三 振 | 併 殺 打 | 打 率 | 出 塁 率 | 長 打 率 | O P S |
| ---------- | --------------- | ----- | ----- | ----- | ----- | ----- | -------- | -------- | -------- | ----- | ----- | ----- | -------- | ----- | ----- | ----- | ----- | ----- | ----- | -------- | ----- | -------- | -------- | ----- |
| 1981       | 阪急 オリックス | 36    | 46    | 42    | 3     | 9     | 1        | 1        | 2        | 18    | 5     | 0     | 0        | 0     | 0     | 4     | 0     | 0     | 15    | 0        | .214  | .283     | .429     | .711  |
| 1982       | 阪急 オリックス | 66    | 84    | 76    | 9     | 19    | 2        | 1        | 4        | 35    | 10    | 0     | 0        | 1     | 0     | 5     | 0     | 2     | 22    | 1        | .250  | .313     | .461     | .774  |
| 1983       | 阪急 オリックス | 59    | 144   | 129   | 15    | 29    | 4        | 0        | 6        | 51    | 18    | 0     | 1        | 3     | 1     | 10    | 0     | 1     | 28    | 3        | .225  | .284     | .395     | .679  |
| 1984       | 阪急 オリックス | 44    | 120   | 108   | 13    | 25    | 6        | 0        | 6        | 49    | 14    | 0     | 0        | 0     | 0     | 7     | 0     | 5     | 19    | 9        | .231  | .308     | .454     | .762  |
| 1985       | 阪急 オリックス | 77    | 174   | 149   | 22    | 45    | 7        | 0        | 14       | 94    | 34    | 0     | 0        | 0     | 0     | 21    | 3     | 4     | 28    | 3        | .302  | .402     | .631     | 1.033 |
| 1986       | 阪急 オリックス | 126   | 510   | 454   | 62    | 136   | 19       | 2        | 33       | 258   | 96    | 3     | 1        | 1     | 3     | 50    | 5     | 2     | 64    | 11       | .300  | .369     | .568     | .938  |
| 1987       | 阪急 オリックス | 127   | 543   | 495   | 65    | 157   | 24       | 0        | 34       | 283   | 91    | 1     | 0        | 0     | 3     | 37    | 4     | 8     | 69    | 10       | .317  | .372     | .572     | .944  |
| 1988       | 阪急 オリックス | 128   | 515   | 469   | 54    | 139   | 18       | 0        | 22       | 223   | 76    | 0     | 1        | 1     | 4     | 33    | 8     | 8     | 56    | 13       | .296  | .350     | .475     | .826  |
| 1989       | 阪急 オリックス | 130   | 534   | 487   | 55    | 135   | 29       | 1        | 20       | 226   | 77    | 1     | 1        | 0     | 3     | 42    | 5     | 2     | 69    | 13       | .277  | .335     | .464     | .799  |
| 1990       | 阪急 オリックス | 130   | 545   | 473   | 72    | 129   | 8        | 1        | 37       | 250   | 106   | 0     | 2        | 0     | 6     | 64    | 6     | 2     | 83    | 16       | .273  | .358     | .529     | .886  |
| 1991       | 阪急 オリックス | 130   | 553   | 490   | 63    | 132   | 28       | 3        | 21       | 229   | 85    | 0     | 1        | 0     | 11    | 48    | 2     | 4     | 53    | 18       | .269  | .333     | .467     | .800  |
| 1992       | 阪急 オリックス | 130   | 549   | 506   | 56    | 135   | 17       | 0        | 18       | 206   | 68    | 2     | 2        | 0     | 2     | 37    | 2     | 4     | 66    | 17       | .267  | .321     | .407     | .728  |
| 1993       | 阪急 オリックス | 130   | 549   | 495   | 56    | 135   | 21       | 2        | 24       | 232   | 77    | 4     | 1        | 0     | 3     | 48    | 3     | 3     | 65    | 15       | .273  | .339     | .469     | .807  |
| 1994       | 阪神            | 130   | 502   | 467   | 39    | 115   | 17       | 1        | 17       | 185   | 77    | 1     | 1        | 0     | 9     | 22    | 2     | 4     | 82    | 14       | .246  | .281     | .396     | .677  |
| 1995       | 阪神            | 97    | 318   | 287   | 24    | 69    | 17       | 1        | 9        | 115   | 33    | 1     | 1        | 0     | 7     | 21    | 1     | 3     | 42    | 16       | .240  | .292     | .401     | .693  |
| 1996       | 阪神            | 26    | 70    | 62    | 6     | 10    | 0        | 0        | 2        | 16    | 8     | 0     | 0        | 0     | 0     | 7     | 0     | 1     | 15    | 1        | .161  | .257     | .258     | .515  |
| 通算：16年 | 通算：16年      | 1566  | 5756  | 5189  | 614   | 1419  | 218      | 13       | 269      | 2470  | 875   | 13    | 12       | 6     | 52    | 456   | 41    | 53    | 776   | 160      | .273  | .335     | .476     | .811  |

- 各年度の太字はリーグ最高
- 阪急（阪急ブレーブス）は、1989年にオリックス（オリックス・ブレーブス）に球団名を変更

### 年度別守備成績
| 年 度 | 試 合 | 企 図 数 | 許 盗 塁 | 盗 塁 刺 | 阻 止 率 |
| ----- | ----- | -------- | -------- | -------- | -------- |
| 1981  | 15    | 11       | 9        | 2        | .182     |
| 1982  | 14    | 4        | 4        | 0        | .000     |
| 1983  | 39    | 23       | 16       | 7        | .304     |
| 通算  | 68    | 38       | 29       | 9        | .237     |

### タイトル
- 打点王：1回 （1990年）

### 表彰
- ベストナイン：3回 （指名打者部門：1986年、1987年 外野手部門：1990年）
- 月間MVP：2回 （1987年6月 野手部門：1991年7月）

### 記録
初記録
- 初出場：1981年4月6日、対近鉄バファローズ前期1回戦（日生球場）、9回表に吉沢俊幸の代打で出場
- 初打席：同上、9回表に柳田豊の前に三振
- 初安打・初打点：1981年4月23日、対近鉄バファローズ前期4回戦（西京極野球場）、6回裏に小林晋哉の代打で出場、橘健治から適時打
- 初先発出場：1981年5月9日、対近鉄バファローズ前期6回戦（阪急西宮球場）、6番・捕手で先発出場
- 初本塁打：1981年7月11日、対西武ライオンズ後期1回戦（阪急西宮球場）、6回裏に中沢伸二の代打で出場、柴田保光から2ラン

節目の記録
- 100本塁打：1988年4月20日、対南海ホークス2回戦（大阪スタヂアム）、9回表に加藤伸一から左越ソロ ※史上152人目
- 150本塁打：1990年5月26日、対日本ハムファイターズ7回戦（東京ドーム）、7回表に西崎幸広から2ラン ※史上90人目
- 1000試合出場：1991年7月18日、対福岡ダイエーホークス12回戦（北九州市民球場）、4番・指名打者で先発出場 ※史上295人目
- 200本塁打：1992年4月7日、対西武ライオンズ1回戦（西武ライオンズ球場）、8回表に潮崎哲也からソロ ※史上61人目
- 1000安打：1992年6月3日、対近鉄バファローズ10回戦（日生球場）、5回表に山崎慎太郎から二塁打 ※史上166人目
- 250本塁打：1994年6月9日、対広島東洋カープ11回戦（岡山県野球場）、4回表に佐々岡真司から2ラン ※史上34人目
- 1500試合出場：1995年6月25日、対中日ドラゴンズ13回戦（ナゴヤ球場）、5番・左翼手で先発出場 ※史上113人目

その他の記録
- 連続試合本塁打：6 （1987年9月2日 - 9月10日）
- 連続試合出塁：56 （1986年4月29日 - 7月25日）
- 連続試合出場：894 （1988年8月14日 - 1995年7月12日） ※当時史上5位
- シーズン代打本塁打：6本 （1985年）
- オールスターゲーム出場：4回 （1986年、1987年、1990年、1991年）

### 背番号
- 55 （1979年 - 1982年、2016年 - ）
- 29 （1983年 - 1987年、1994年 - 1996年）
- 3 （1988年 - 1993年）
- 75 （2004年 - 2011年）
- 76 （2012年）
- 70 （2013年 - 2014年）
- 90 （2015年）

## 関連情報

### 出演
- S☆1 BASEBALL（現行タイトル。MBSテレビ・RBCテレビ）
- MBSベースボールパーク（現行タイトル。MBSラジオ）
- 武田和歌子のぴたっと。（ABCラジオ、2015年12月24日） - 「福本豊のあの人は今 帰ってきた元・プロ野球選手名鑑」に出演。
- RBCiラジオ エキサイトナイター（RBCiラジオ）